# Ordovicer

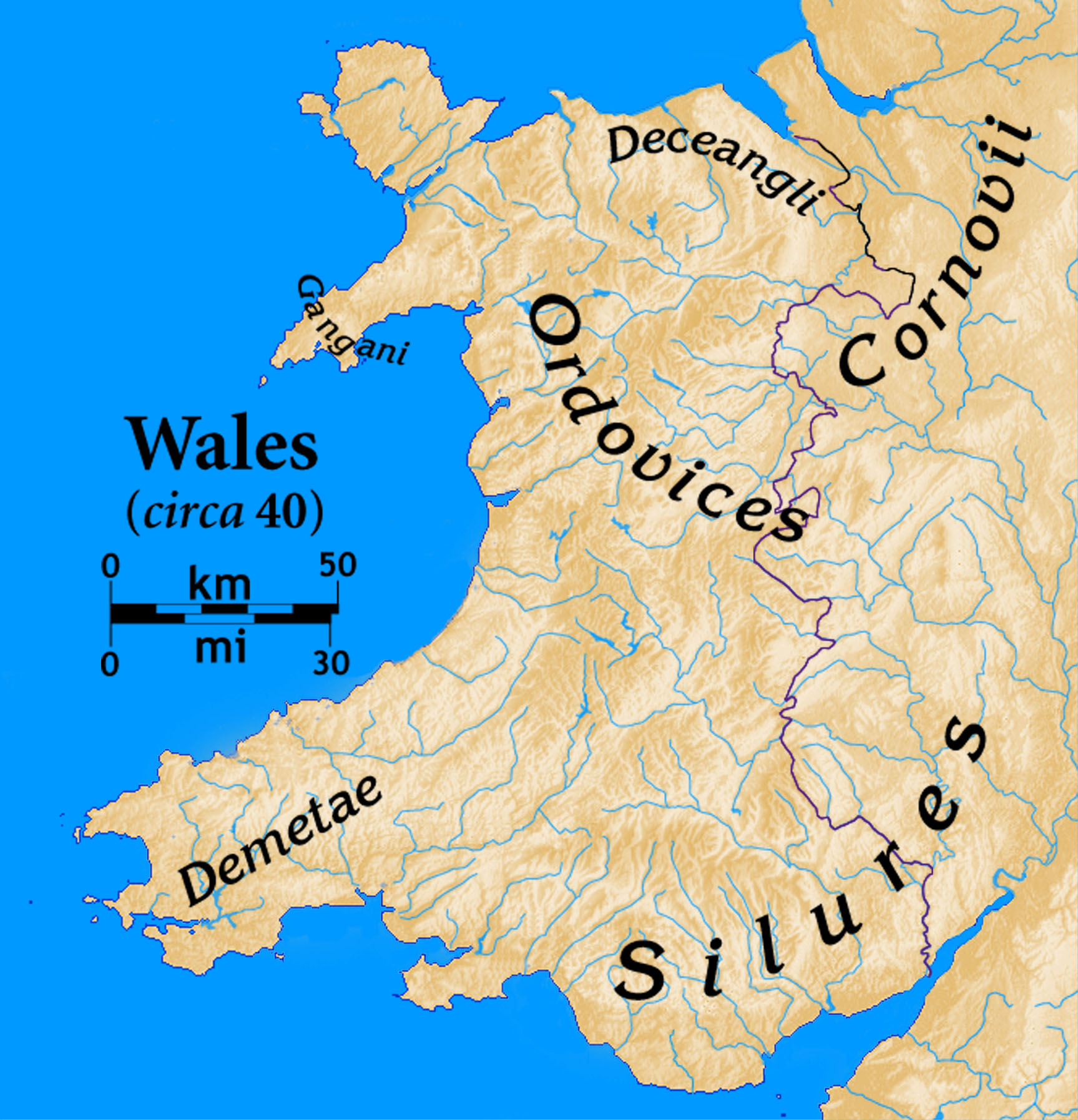
Folkgrupper kända av romarna vid tiden för deras invasion av Storbritannien 40 e.Kr. Dagens Wales ligger väster om den inritade nutida gränsen.

Ordovicerna (även stavat ordovikerna, efter latinets ordovices) var ett britanniskt folk som levde på ön Storbritannien vid tiden för den romerska invasionen århundradet e.Kr. Detta keltiska folk anses ha levt i centrala och nordvästra delen av dagens Wales, inklusive ön Anglesey. Ordovicerna gjorde till en början aktivt motstånd mot romarnas invasion på 50-talet e.Kr., men på 70-talet e.Kr. led de svåra nederlag och deras område inkorporerades i den romerska provinsen Britannia. Efter romarnas reträtt från Britannia på 400-talet etablerades kungariket Gwynedd i ordovicernas gamla områden.
Ordovicerna är idag mest kända för att folkgruppen gett namn till den geologiska perioden ordovicium. Namngivningen av geologen Charles Lapworth 1879 stammar från undersökningar av lagerföljder i Wales från denna geologiska period.